# Todd Lasance

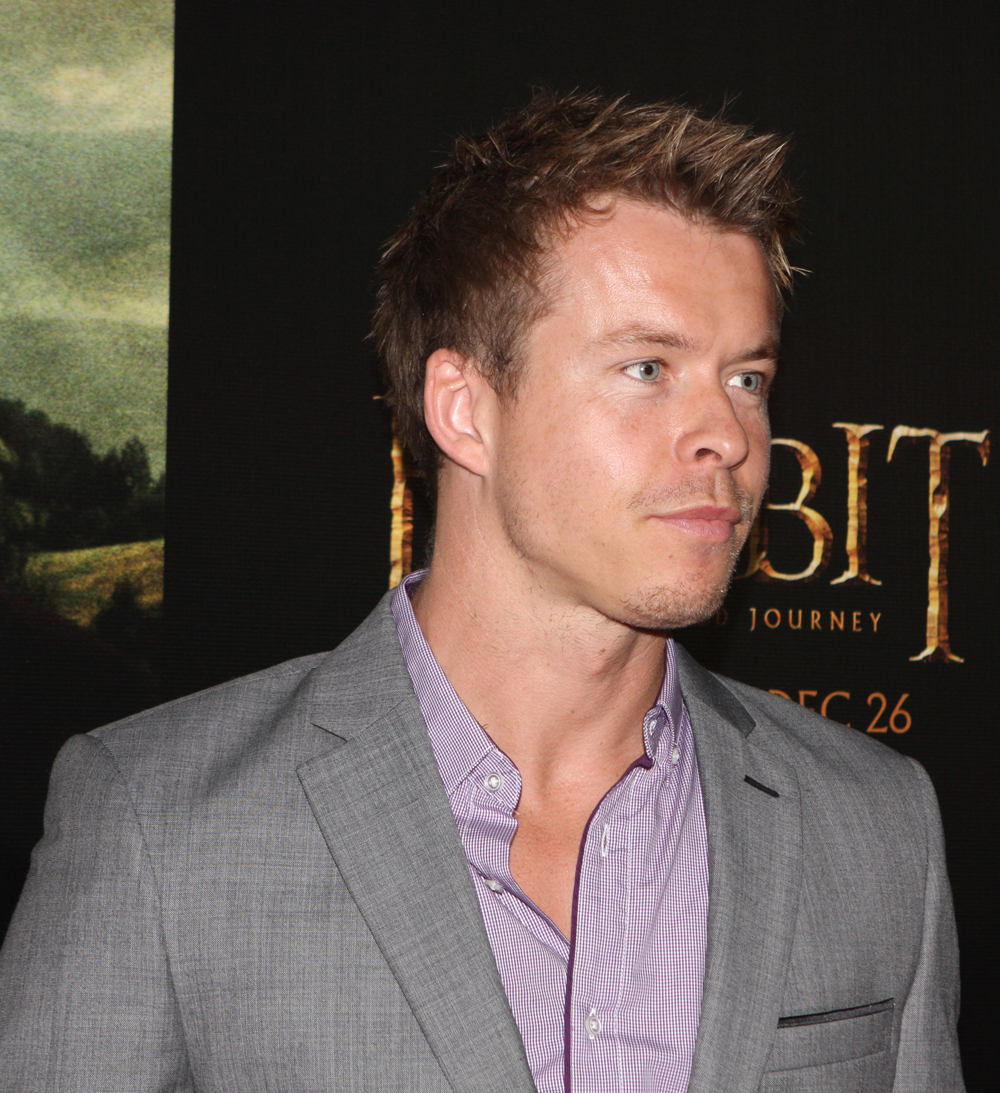
Todd Lasance im Dezember 2012

Todd James Lasance (* 18. Februar 1985 in Newcastle, New South Wales) ist ein australischer Schauspieler.

## Leben
Lasance wurde im Februar 1985 als Sohn von Robert und Jan Lasance in Newcastle, New South Wales, geboren. Er wuchs mit seinem älteren Bruder Chad in Medowie auf, bevor die Familie in die Nähe von Newcastle zog. Er besuchte zunächst das St. Philip’s Christian College und anschließend die Higher School Certificate. Anschließend studierte er Schauspiel an der Screenwise. 2008 kehrt er dorthin als Gastdozent zurück.
Nationale Bekanntheit erlangte Lasance durch seine Verkörperung des Hauptcharakters Aden Jefferies in der Soap Home and Away. Die Rolle, die er zunächst als Nebendarsteller im August 2005 übernahm, spielte er von 2007 bis Mai 2010 und brachte ihm 2009 einen Logie Award in der Kategorie Silver Logie for Most Popular Actor ein. 2008 hatte er einen kleinen Part in dem Spielfilm Ein Schatz zum Verlieben. Als Det. Sgt. Dean Thomas spielte er 2011 in dem Fernsehfilm Underbelly Files: Tell Them Lucifer was Here eine Hauptrolle.
Internationale Aufmerksamkeit bekam er durch die Hauptrolle des Julius Caesar in der dritten Staffel von Spartacus. Von Oktober 2015 bis Mai 2016 spielt Lasance als Julian eine Nebenrolle in der siebten Staffel der CW-Fernsehserie Vampire Diaries.

## Filmografie (Auswahl)
- 2005, 2007–2010: Home and Away (Seifenoper)
- 2006: Blue Water High (Fernsehserie, 2 Episoden)
- 2008: Ein Schatz zum Verlieben (Fool's Gold)
- 2011: Underbelly Files: Tell Them Lucifer was Here (Fernsehfilm)
- 2013: Spartacus (Spartacus: War of the Damned, Fernsehserie, 9 Episoden)
- 2015–2016: Vampire Diaries (The Vampire Diaries, Fernsehserie, 10 Folgen)
- 2016: The Flash (Fernsehserie, Episoden 3x01–3x03)
- 2021: Tom Clancy’s Gnadenlos (Tom Clancy's Without Remorse)
- 2022: Black Site